# Callipolis
Callipolis (łac. Diœcesis Callipolitanus) – stolica historycznej diecezji w Cesarstwie Rzymskim (prowincja Europa), współcześnie w Turcji. Pierwszym wzmiankowanym biskupem był Cyryl (V w.). W XV wieku ustanowiona katolickim biskupstwem tytularnym, od 1992 bez biskupa.

## Biskupi tytularni
| Lp. | Biskup                                    | Od                  | Do                |
| --- | ----------------------------------------- | ------------------- | ----------------- |
| 1   | Antonello OFM                             | 8 października 1451 | 20 września 1452  |
| 2   | Heinrich Kratz                            | 28 stycznia 1484    | brak danych       |
| 3   | Edward                                    | 1494                | brak danych       |
| 4   | Diego                                     | 21 sierpnia 1507    | 1509              |
| 5   | Jan Milertynez                            | 24 kwietnia 1510    | brak danych       |
| 6   | John Young                                | 14 kwietnia 1513    | 28 marca 1526     |
| 7   | Albert                                    | 24 września 1529    | brak danych       |
| 8   | Martin Durlacher OCist                    | 5 października 1551 | brak danych       |
| 9   | Scipione Montalegre                       | 4 lipca 1586        | 1605              |
| 10  | Petăr Bogdan Bakšič OFMObs.               | 13 lutego 1638      | 15 czerwca 1641   |
| 11  | James Smith                               | 28 czerwca 1688     | 13 maja 1711      |
| 12  | Giacinto Archiopoli                       | 1757                | 7 kwietnia 1789   |
| 13  | John Bernard Fitzpatrick                  | 21 listopada 1843   | 11 sierpnia 1846  |
| 14  | Jean-Benoît Truffet CSSp                  | 11 grudnia 1846     | 23 listopada 1847 |
| 15  | Jean-Rémi Bessieux CSSp                   | 20 czerwca 1848     | 30 kwietnia 1876  |
| 16  | Rosario Maria Frungillo                   | 31 grudnia 1877     | 5 lutego 1886     |
| 17  | Vincenzo Molo                             | 20 września 1887    | 15 marca 1904     |
| 18  | Karel Wisnar                              | 14 listopada 1904   | 18 kwietnia 1926  |
| 19  | José María Betanzos y Hormaechevarría OFM | 17 lipca 1926       | 27 grudnia 1948   |
| 20  | Joseph Wittebols SCJ                      | 10 marca 1949       | 10 listopada 1959 |
| 21  | Bernard Schilling SVD                     | 19 grudnia 1959     | 16 stycznia 1992  |